# Dzień Judaizmu
Dzień Judaizmu – święto w polskim Kościele katolickim, ustanowione przez Konferencję Episkopatu Polski w 1997 roku, obchodzone corocznie 17 stycznia, tj. w wigilię Tygodnia Modlitw o Jedność Chrześcijan.
Dzień Judaizmu ma na celu ponowne odkrycie więzi z judaizmem poprzez wgłębienie się we własną (katolików) tajemnicę.

## Obchody
Co roku centralne obchody odbywają się w wybranym mieście pod różnym hasłem:
| Rok  | Miasto obchodów centralnych | Hasło                                         | Rok  | Miasto obchodów centralnych | Hasło                                                                       |
| ---- | --------------------------- | --------------------------------------------- | ---- | --------------------------- | --------------------------------------------------------------------------- |
| 1998 | Warszawa                    | Kto spotyka Jezusa Chrystusa, spotyka judaizm | 2006 | Kielce                      | Na drodze ku temu, który nadchodzi                                          |
| 1999 | Wrocław                     | Na drodze do normalności                      | 2007 | Gdańsk                      | Tylko Bóg może nas wybawić                                                  |
| 2000 | ?                           | Będzie to dla was jubileusz                   | 2008 | Kraków                      | Bóg stworzył człowieka na swój obraz: stworzył mężczyznę i kobietę          |
| 2001 | Łódź                        | Dlatego przygarniajcie siebie nawzajem        | 2009 | Warszawa                    | Łuk mój kładę na obłoki, aby był znakiem przymierza między Mną a ziemią     |
| 2002 | Lublin                      | Jeden drugiego brzemiona noście               | 2010 | Tarnów                      | Wyjdź z twojej ziemi rodzinnej i z domu twego ojca do kraju, który ci ukażę |
| 2003 | Białystok                   | Bóg zawarł z Izraelem przymierze miłosierdzia | 2011 | Przemyśl                    | Weź twego syna jedynego, którego miłujesz, i złóż go w ofierze              |
| 2004 | Poznań                      | Staniecie się błogosławieństwem               | 2012 | Rzeszów                     | Odtąd nie będziesz się zwał Jakub lecz Izrael                               |
| 2005 | Katowice                    | Zgłębiając tajemnicę Kościoła                 | 2013 | Opole                       | Ja jestem Józef, brat wasz...                                               |
|      |                             |                                               | 2014 | Wrocław                     | Pan jest moją mocą (). Jemu zawdzięczam moje ocalenie                       |

W wielu innych miastach organizowane są również obchody święta, często trwające cały tydzień poprzedzający Dzień Judaizmu. Lokalnie święto obchodzone jest we włoskim i w austriackim Kościele.